# Rites of Passage (Indigo Girls)
Rites of Passage è il quarto album in studio del duo musicale statunitense Indigo Girls, pubblicato nel 1992.

## Tracce
1. Three Hits – 3:10 (Amy Ray)
2. Galileo – 4:12 (Emily Saliers)
3. Ghost – 5:16 (Saliers)
4. Joking – 3:33 (Ray)
5. Jonas and Ezekial – 4:08 (Ray)
6. Love Will Come to You – 4:37 (Saliers)
7. Romeo and Juliet – 4:46 (Mark Knopfler)
8. Virginia Woolf – 5:27 (Saliers)
9. Chickenman – 5:44 (Ray)
10. Airplane – 3:21 (Saliers)
11. Nashville – 3:57 (Ray)
12. Let It Be Me – 3:54 (Saliers)
13. Cedar Tree – 3:48 (Ray)

## Formazione
- Amy Ray - voce, chitarra
- Emily Saliers - voce, chitarra